# جوزيف سالتر
جوزيف سالتر هو سياسي كندي، ولد في 7 يونيو 1816 في كندا، وتوفي في 1901. انتخب عمدة.